# روبرت فورنير
روبرت فورنير (بالفرنسية: Robert Fournier-Sarlovèze)‏ (و. 1869 – 1937 م) هو سياسي، ولاعب البولو فرنسي، ولد في الدائرة الثامنة في باريس، شارك في الألعاب الأولمبية الصيفية 1900، توفي في كومبيين، عن عمر يناهز 68 عاماً.

## مناصب
تولى منصب Mayor of Compiègne ‏ (1904–1935)
.

## التعليم
تعلم في مدرسة سان سير العسكرية
.

## روابط خارجية
- روبرت فورنير على موقع أوليمبيديا (الإنجليزية)